# Ярославське намісництво
Яросла́вське намі́сництво (рос. Ярославское наместничество) — адміністративно-територіальна одиниця в Російській імперії в 1777–1796 роках. Адміністративний центр — Ярославль. Створене 1777 року на основі Ярославської провінції Московської губернії. Складалося 12 повітів. 12 грудня 1796 року перетворене на Ярославську губернію.